# 久保今日子
久保 今日子（くぼ きょうこ、1974年4月21日 - ）は、日本のAV女優。LINX所属。

## 略歴・人物
神奈川県出身。趣味・特技はネイル
2017年9月、SODクリエイトの「本物人妻」レーベルの専属女優としてデビュー。
2018年2月7日、所属事務所をファーストプロモーションからLINXに移したことをツイート
2018年3月から7月までマドンナ、同年9月から11月までアタッカーズの専属女優で、以降は企画単体女優として活動。

## 出演作品

### アダルトDVD
2017年
- 風薫る鎌倉で出会った微笑み美人。 女としての夏がまた、始まる。 久保今日子 43歳 AV DEBUT（9月7日、SODクリエイト）
- 風薫る鎌倉で出会った微笑み美人。 女としての夏がまた、始まる。 久保今日子 43歳 第2章 息子と同世代の若いチ○ポとのSEXに意識が飛ぶほど何度も絶頂を繰り返す（10月5日、SODクリエイト）
- 風薫る鎌倉で出会った微笑み美人。 女としての夏がまた、始まる。 久保今日子 43歳 第3章 初めて旦那以外とする中出しSEXで7年ぶりに膣内射精の快楽を感じた2日間（11月2日、SODクリエイト）
- 風薫る鎌倉で出会った微笑み美人。 女としての夏がまた、始まる。 久保今日子 43歳 最終章 旦那を忘れて1日中他人ち○ぽに汚される汁まみれ乱交（12月7日、SODクリエイト）

2018年
- 炊事・洗濯・性欲処理 息子&親戚15人と連続セックス朝生活 新年明けましておめでとう近親相姦 今日子(43)（1月11日、SODクリエイト）
- SODロマンス×本物人妻レーベル 溺れる妻 〜夫の部下に欲棒で擦られ、 疼いた女芯に種付け懇願!!〜（2月8日、SODクリエイト）
- 母の友人（3月25日、マドンナ）
- お願い、久しぶりなの…ゆっくり挿入して。 スローピストンの重きひと突きの快感―。（4月13日、マドンナ）
- 彼女のお母さんにスケベな言葉をささやかれながら筆下ろされた僕（5月7日、マドンナ）
- マドンナが贈る本格中出しドラマ始動!! 妻には口が裂けても言えません、義母さんを孕ませてしまったなんて…。 ―1泊2日の温泉旅行で、我を忘れて中出ししまくった僕。―（6月7日、マドンナ）
- 喪に服す事も許されず… 夫の教え子たちに犯された未亡人（7月7日、マドンナ）
- 定年退職してヒマになったドスケベ義父の嫁いぢり（8月13日、VENUS）
- あなた、許して…。 欲情に流されて 2（9月7日、アタッカーズ）
- 女社長、堕ちるまで…（10月7日、アタッカーズ）
- 吐息をこらえて犯されて…（11月7日、アタッカーズ）
- コタツの中で蒸れた股間を夫以外の男にくちゅくちゅと弄られこっそり欲情する美熟女（11月10日、ブリット）他出演:北川礼子、美里詩織
- 娘の旦那に夫の遺影の前で犯され中出し種付けされながら痙攣絶頂してしまう妖艶セレブ女社長…（12月14日、KANBi）
- 麻布でみつけた人妻さんを撮影前からイカセてみました（12月14日、REAL）※「今日子」名義
- 野球部で鬼監督と呼ばれてる僕の妻が、ゴムの付け方もわからない童貞部員たちに無茶苦茶にハメられて中出しされました（12月19日、ミセスの素顔）
- ザ・面接 VOL.160 しゃぶりたい 咥えたい 触りまくりたい 腰振って 汁は大量に出ます（12月30日（レンタル）/2月22日（セル）、アテナ映像）他出演:神谷充希、結城かすみ

2019年
- 未亡人義母（1月1日、プラネットプラス）
- レズNGの久保今日子に酒を飲ませてべろんべろんに酔った勢いでレズ解禁!（1月7日、ビビアン）共演:葵百合香、鈴木さとみ
- 奇跡の競演 超豪華ハーレム大乱交 本物人妻同窓会 in 温泉旅行 夢のひと時 180分（1月10日、SODクリエイト）共演:山口菜穂、五十嵐潤
- おばさん!おち○ぽシゴいて下さい! 男のセンズリに欲情する熟女の性 4（1月10日、ブリット）他出演:音羽文子、星川光希、水城奈緒 ほか
- 素人娘の全裸図鑑 5 今時の女の子12名が恥らいながら脱衣していく様子をじっくり撮影した、変態紳士のためのヘアヌードコレクション（1月19日、かぐや姫Pt）他出演:一ノ瀬恋、葵百合香、篠田ゆう、優梨まいな、ましろ杏、浅見せな、神楽アイネ、美泉咲 ほか
- 調教される母（1月25日、グローバルメディアエンタテインメント）
- 友だちの母ちゃん 〜見てしまったおばちゃんの下品な姿〜（1月26日、ながえSTYLE）
- 酔いつぶれた人妻 2 泥酔した奥様をエロ管理人が、旦那のいない部屋にチン入して介抱!!（1月31日（レンタル）/2019年2月8日（セル）、LEO）他出演:君島みお、推川ゆうり
- 素人ナンパでセンズリ鑑賞 見るだけでいいんです!だからちょっと僕のチ●ポ見てもらえませんか?（2月7日、かぐや姫Pt）他出演:篠田ゆう、浅見せな、一ノ瀬恋、神楽アイネ、美泉咲 ほか
- 兄嫁（2月8日、なでしこ）
- 義母と娘の偏愛レズビアン 〜色気付いた娘に股間を湿らせるムッツリスケベな継母〜（2月13日、レズれ!）共演:白鳥すず
- 人妻の柔肌（2月27日、グラフィティジャパン）
- 素人娘のアナル図鑑 呼吸をするようにヒクヒクと動く肛門をじっくり観察 おっぴろげアナルコレクション12人（3月7日、かぐや姫Pt）他出演:彩葉みおり、神楽アイネ、岬澪、美泉咲、一ノ瀬恋、原美織、前田えま、月宮こはる ほか
- 母親の顔が息子のザーメンまみれ! 第2回ママフェラ選手権 1発抜く度に賞金10万円! あまりにもママのフェラがエロいので何発も射精しまくるムスコたち!!（3月21日、ROCKET）他出演:森ほたる、麻生まり、森下美緒
- 熟人妻交尾 現役女教師 浮気交尾（3月25日、豊彦）※「宮内怜子」名義
- 同窓会 一夜限りの秘め事 大好きだった同級生(美熟女)の陰部を…（3月30日（レンタル）/5月31日（セル）、アテナ映像）他出演:遠田恵未、及川里香子
- 淫乱母娘ナンパ やっぱり親子! 恥らいイキまくり!! 10（4月10日、ホットエンターテイメント）共演:神代えみな　他出演:神楽アイネ、麻生まり、佐久間恵美 ほか
- 顔出し解禁!! マジックミラー便 全員38歳over! 年齢を感じさせない美しい人妻さん 初めての公開オナニー編 「奥さんの“いつものいつものオナニー”を見せていただけませんか?」 人前での露出オナニーで絶頂してしまった熟女オマ○コは青年のデカチ○ポが欲しくてたまらない! in銀座&白金（4月19日、ディープス）他出演:奏莉子、柚木めい、麻生まり、朔田美優、柊シエル、皆森いずみ、松井美羽、綾瀬さくら ほか
- 母子姦（5月2日、グローリークエスト）
- 思春期息子の体験談 いやらしい母ちゃん。2（5月26日、ながえスタイル）
- 婿に犯される義母（5月27日、グラフィティジャパン）他出演:中島京子
- SEXレスの美人奥さん、久しぶりの快楽に「もっとして〜」と哀願! もう疼きが止まらない! 汁まみれ激興奮! 強烈イキ狂い! スケベ過ぎる熟れた身体（6月2日、美人魔女）
- わりと綺麗なおばさんナンパ 「わたしオバサンだけどいいの?」恥じらうカラダを集中愛撫! ハメ撮りZANMAI 3（6月10日、ホットエンターテイメント）※「さき」名義　他出演:さちこ、ゆかり、なおみ、あすか、ますみ
- 人妻の花びらめくり（6月19日、人妻援護会）
- 初めてのドキドキ挿入! Wペニバンレズセックス（6月19日、レズれ!）共演:白鳥すず　他出演:梨々花、宝田もなみ、倉木しおり、音海里奈、三田杏、伴牧英、宮崎あや
- マジックミラー号 街で見つけたご無沙汰人妻に童貞のフリした絶倫男が何度イっても無視し、足が宙に浮く串刺しガン突き超激ピストン!!（6月20日、SODクリエイト）他出演:凛音とうか、鈴木さとみ、一二三鈴
- 見知らぬ訪問セールスマンに教え込まれた玩具と言う名の快感…。 奥さん。年は取ってても身体は敏感なんですね…。（8月23日、キネマ座）他出演:三条つばさ、花島瑞江
- 扇情官能ドラマ 義父は妊活中の息子の嫁に中出し 夫が家の中にいるのに、夫の部下と愛し合ってしまった五十路妻（11月30日（レンタル）/2020年1月31日（セル）、アテナ映像）他出演:横山紗江子
- 噂のベロチューおっパブ（12月12日、レイディックス）他出演:菊市桃子、一ノ瀬恋、新垣智江
- パパママ頑張れ! ぬるぬるローションで仲良し家族対抗イキ我慢選手権! 合計中出し9発射!（12月12日、SODクリエイト）共演:神坂ひなの、高瀬智香、上川星空、岬あずさ、星咲凛、成宮いろは、瀬戸すみれ
- 凄エグ熟女!! 普通のおばさんの変態願望、叶えます。 熟女達の知られざる乱痴気変態セックス!（12月28日、ビッグモーカル）他出演:月白さゆり、新倉まさみ、高瀬智香

2020年
- 奇跡の共演 超豪華ハーレム大乱交 本物人妻同窓会 夢の贅沢すぎる180分 〜神回〜（1月23日、SODクリエイト）共演:永野つかさ、桜井萌
- 第二処女喪失ドキュメント 〜わたし。生まれ変わります〜 season6（2月28日、キネマ座）他出演:伊東沙蘭、高宮菜々子、内山晴美、艶堂しほり
- あなた許して 5章 娘の旦那との近親不倫セックス、隣人との不倫セックスに悶えイキまくる7人の人妻たち…（3月27日、グラフィティジャパン）他出演:愛里るい、相澤ゆりな、神楽アイネ、中島京子、上総真知子、西野美幸

### VR
- 超豪華ハーレム大乱交 本物人妻同窓会 in温泉旅行 VR（2019年1月10日、SODクリエイト）共演:山口菜穂、五十嵐潤
- 綺麗なお義母さんが全裸で性教育!最後は挿入までできて生中出しで超満足!（2019年1月11日、KMPVR）

### アダルトサイト
「FANZA」
- くぼさん（2018年12月10日、おしゃぶりクッキング）
- きょうこ（2019年1月16日、おしゃぶりクッキング）
- きょうこさん（2019年5月9日、素人熟女図鑑）
- 久保（2019年6月26日、西日暮里人妻同好会）
- さき（2019年7月22日、おしゃぶりクッキング）
- きょうこさん（2019年9月27日、ニッポンの人妻たち）
- きょうこ様（2019年12月27日、人妻空蝉橋）

「MGS動画」
- マジ軟派、初撮。 1255（2019年1月28日、ナンパTV）

「舞ワイフ」
- No.908 戸田今日子（2019年4月10日）
- No.935 戸田今日子（2019年7月15日）

## 雑誌
- 初脱ぎ美熟女（2018年1月26日、大洋図書） - 表紙
- 週刊実話 2018年5月31日号（日本ジャーナル出版） - 袋とじ
- アサヒ芸能 2018年11月1日号（徳間書店） - グラビア「現役人妻44歳、初めての不倫。」